# 陳燊齡
陳燊齡（1924年8月9日—2017年2月9日），中華民國空軍一級上將，乳名四铁，號楫奇，生於中華民國京兆地方，祖籍江蘇淮陰，於1989年－1991年接替郝柏村就任中華民國參謀總長，於就讀國立西北工學院航空工程系時，考進空軍官校18期。

## 簡歷
陳燊齡於八年抗戰期間，就讀西北工學院航空工程系，後考上空軍軍官學校。畢業後於第二次國共內戰的永年、張家口、石家莊、長春、錦州、瀋陽、太原、平津、舟山等戰役擔任空中掩護與後勤補給。他是長春圍城之役唯一被救出的脫險人員。
1949年12月，中華民國政府遷往臺灣後，他初擔任偵巡中國大陸東南沿海任務。
1953年，中華民國國防部高層選派他赴美國參加中華民國空軍首批噴射機換裝訓練（F-84G雷霆機）。之後歷任中華民國空軍中隊長、大隊長、少將聯隊長、總司令部作戰署長、中將副總司令、國防部參謀本部二級上將副參謀總長及總司令等重要軍職。
1989年12月5日，他接替郝柏村出任參謀總長職位，並擔任該軍事要職至1991年為止。他於總長任內，其權力比起前任總長郝柏村縮減許多，但仍為當時穩住中華民國政經情勢的軍方關鍵人物。
2017年2月9日，陳燊齡辭世，3月3日獲中華民國總統蔡英文明令褒揚令。葬於五指山國軍示範公墓。
褒揚令原文如下：

　　總統府戰略顧問、空軍一級上將陳燊齡，朗暢惇敏，才雋廉貞。少歲國故頻仍，趨庭垂訓，慕從戎軒，卒業空軍軍官學校，展驥摶飛，壯志霄漢。嗣入空軍指揮參謀大學、三軍聯合參謀大學、三軍大學戰爭學院暨美國鹿克飛行學校等修習深造，經文緯武，橫翔捷出。歷任空軍大隊長、聯隊長、作戰司令、副參謀總長、總司令等職，居軸處中，迭膺重寄。戡亂禍起，於張家口、長春、平津戰事期間，秉執空中轟炸任務，逆擊阻遏進犯匪機；殲撲敵方陣地工事，重創交通補給設施，持戟擐甲，槊血滿袖；前驅用命，濟河焚舟。於京滬杭、舟山、金廈諸役其時，潛行沿海威力偵巡，協濟前線後勤支援；肩負警戒攔截掩護，確保臺海領空安全，攻心扼吭，森嚴壁壘；巖疆蕩寇，效死攄忠。尤以國防部參謀總長任內，督策建軍整備方略，完善醫療通信體系，遙制坐揮，運帷謨遠。曾獲頒雲麾、乾元、忠勤暨友邦諸國等五十九座勳獎章殊榮。綜其生平，領鐵翼揚鷹之勁旅，成筧橋緒風之懋業，衣冠盛事，燕然勒石；藎猷遐舉，貽範邦家。遽聞椿齡化鶴，軫悼曷極，應予明令褒揚，用示政府崇禮耆勳之至意。

總　　　統　蔡英文　　　　

行政院院長　林　全